# Campeonato Mundial de Piragüismo en Eslalon de 1987
El XX Campeonato Mundial de Piragüismo en Eslalon se celebró en Bourg-Saint-Maurice (Francia) entre el 17 y el 19 de julio de 1987 bajo la organización de la Federación Internacional de Piragüismo (ICF) y la Federación Francesa de Piragüismo.
Las competiciones se realizaron en el canal de piragüismo en eslalon acondicionado en el río Isère, al sur de la ciudad francesa.

## Medallistas

### Masculino
| Evento         | Oro | Plata | Bronce |
| -------------- | --- | --- | --- |
| K1 individual  | Anton Prijon RFA 191,77 pts.                                                                              | Jernej Abramič Yugoslavia 192,81 pts.                                                                           | Marjan Štrukelj Yugoslavia 192,92 pts.                                                                       |
| C1 individual  | Jon Lugbill Estados Unidos 200,87                                                                         | David Hearn Estados Unidos 210,68                                                                               | Bruce Lessels Estados Unidos 211,33                                                                          |
| C2 individual  | Pierre Calori Jacques Calori Francia 218,61                                                               | Lecky Haller James McEwan Estados Unidos 222,24                                                                 | Milan Kučera Miroslav Hajdučík Checoslovaquia 227,86                                                         |
| K1 por equipos | Richard Fox Melvyn Jones Russell Smith Reino Unido 214,33                                                 | Jernej Abramič Marjan Štrukelj Janež Skok Yugoslavia 217,18                                                     | Christophe Prigent Laurent Brissaud Manuel Brissaud Francia 218,86                                           |
| C1 por equipos | Jon Lugbill David Hearn Bruce Lessels Estados Unidos 242,02                                               | Jean Sennelier Thierry Humeau Jacky Avril Francia 248,89                                                        | Juraj Ontko Jozef Hajdučík Jaroslav Slúčik Checoslovaquia 264,84                                             |
| C2 por equipos | Francia Pierre Calori / Jacques Calori Michel Saïdi / Jérôme Daval Gilles Lelievre / Jérôme Daille 260,18 | Checoslovaquia Jiří Rohan / Miroslav Šimek Miroslav Hajdučík / Milan Kučera Viktor Beneš / Ondřej Mohout 261,01 | RFA Frank Hemmer / Thomas Loose Günther Wolkenaer / Fredi Zimmermann Stephan Bittner / Volker Nerlich 265,34 |

### Femenino
| Evento         | Oro                                                            | Plata                                                                        | Bronce                                                           |
| -------------- | -------------------------------------------------------------- | ---------------------------------------------------------------------------- | ---------------------------------------------------------------- |
| K1 individual  | Elizabeth Sharman Reino Unido 216,64 pts.                      | Myriam Jerusalmi Francia 218,92 pts.                                         | Elisabeth Micheler RFA 222,22 pts.                               |
| K1 por equipos | Margit Messelhäuser Ulla Steinle Elisabeth Micheler RFA 273,40 | Myriam Jerusalmi Marie-Françoise Grange-Prigent Sylvie Arnaud Francia 282,63 | Catherine Hearn Dana Chladek Maylon Hanold Estados Unidos 286,95 |

## Medallero
| Núm. | País           | Oro | Plata | Bronce | Total |
| ---- | -------------- | --- | ----- | ------ | ----- |
| 1    | Francia        | 2   | 3     | 1      | 6     |
| 2    | Estados Unidos | 2   | 2     | 2      | 6     |
| 3    | RFA            | 2   | 0     | 2      | 4     |
| 4    | Reino Unido    | 2   | 0     | 0      | 2     |
| 5    | Yugoslavia     | 0   | 2     | 1      | 3     |
| 6    | Checoslovaquia | 0   | 1     | 2      | 3     |
|      | TOTAL          | 8   | 8     | 8      | 24    |